# کاخ پلانالتو
کاخ پلانالتو (به پرتغالی برزیل: Palacio do Planalto) در برازیلیا محل کار رسمی رئیس‌جمهور برزیل است. این ساختمان توسط معمار اسکار نیمایر در سال ۱۹۵۸ طراحی و در ۲۱ آوریل ۱۹۶۰ افتتاح شد. از زمان جوسلینو کوبیچک، این مکان دفتر رئیس‌جمهور برزیل بوده‌است. در Praça dos Três Poderes (سه پاور پلازا)، در شرق کنگره ملی برزیل و روبروی دادگاه عالی فدرال واقع شده‌است.
این یکی از کاخ‌های رسمی ریاست‌جمهوری، همراه با Palacio da Alvorada، اقامتگاه رسمی رئیس‌جمهور است. علاوه بر رئیس‌جمهور، سایر مقامات عالی‌رتبه دولتی نیز در پلانالتو کار می‌کنند، از جمله معاون رئیس‌جمهور و رئیس ستاد. ساختمان‌های دیگر وزارتخانه‌های دولتی جزو مقر دولت در ساختمان وزارتخانه‌ها قرار دارند. اصطلاح پلانالتو اغلب به کنایه کلمه‌ای است برای ارجاع به اماکن دولت فدرال.

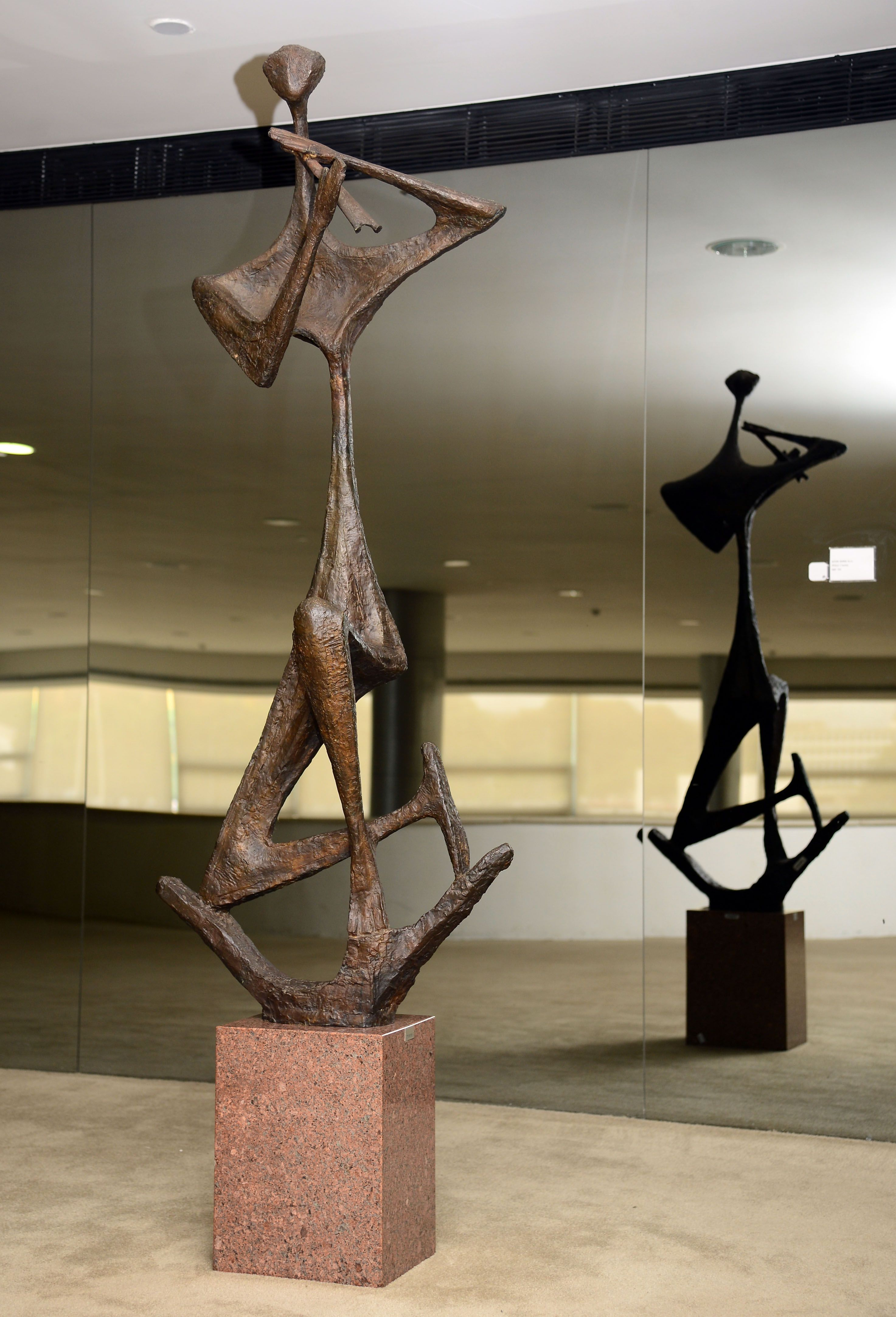
طبقه سوم - ای فلوتیستا، مجسمه برنزی اثر برونو گیورگی قبل از حوادث ۸ ژانویه ۲۰۲۳

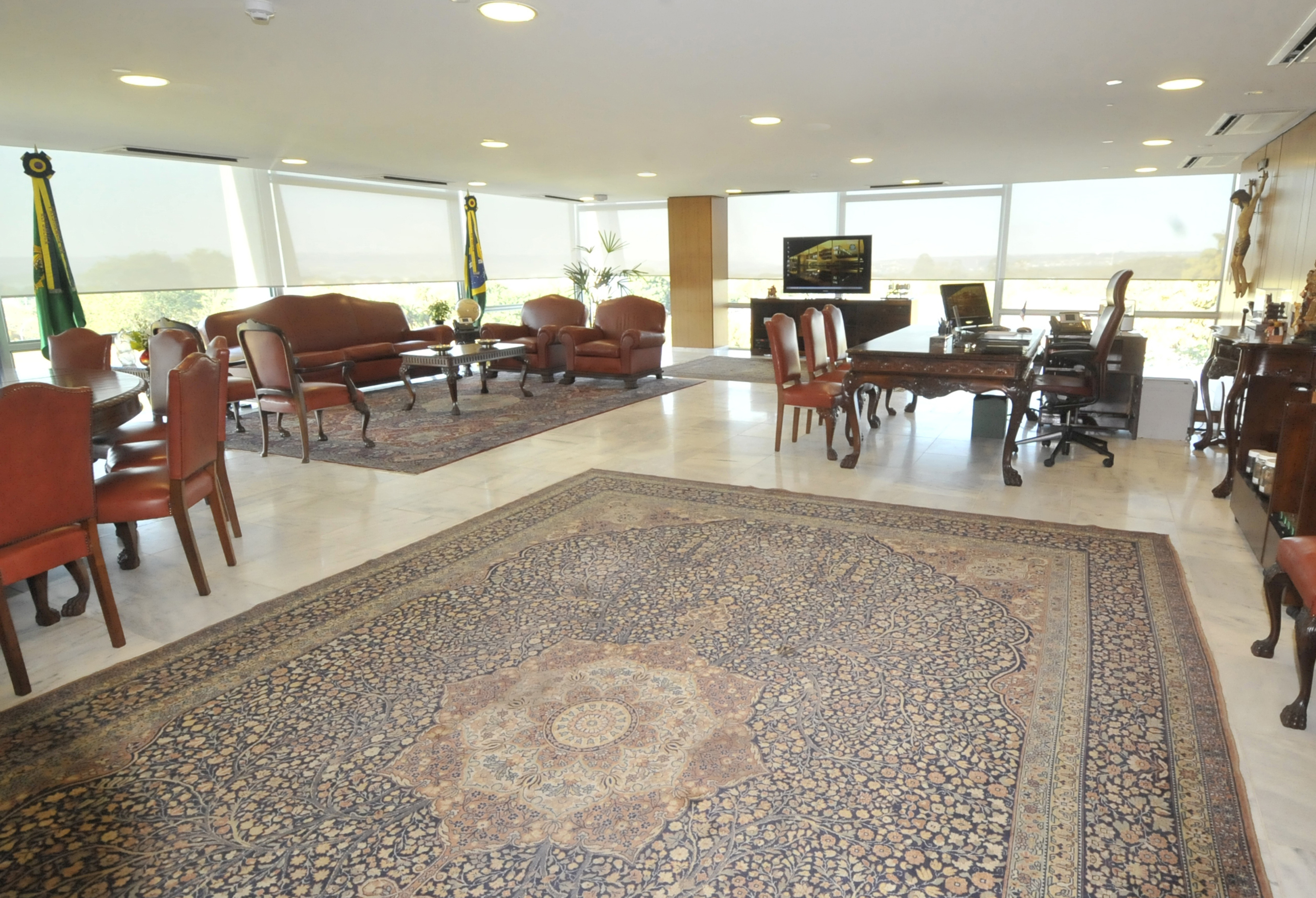
طبقه سوم - دفتر ریاست جمهوری، در طبقه سوم، پس از بازسازی (همان‌طور که در سال ۲۰۱۰ در زمان اولین دولت لوئیز ایناسیو لولا داسیلوا تزئین شد)

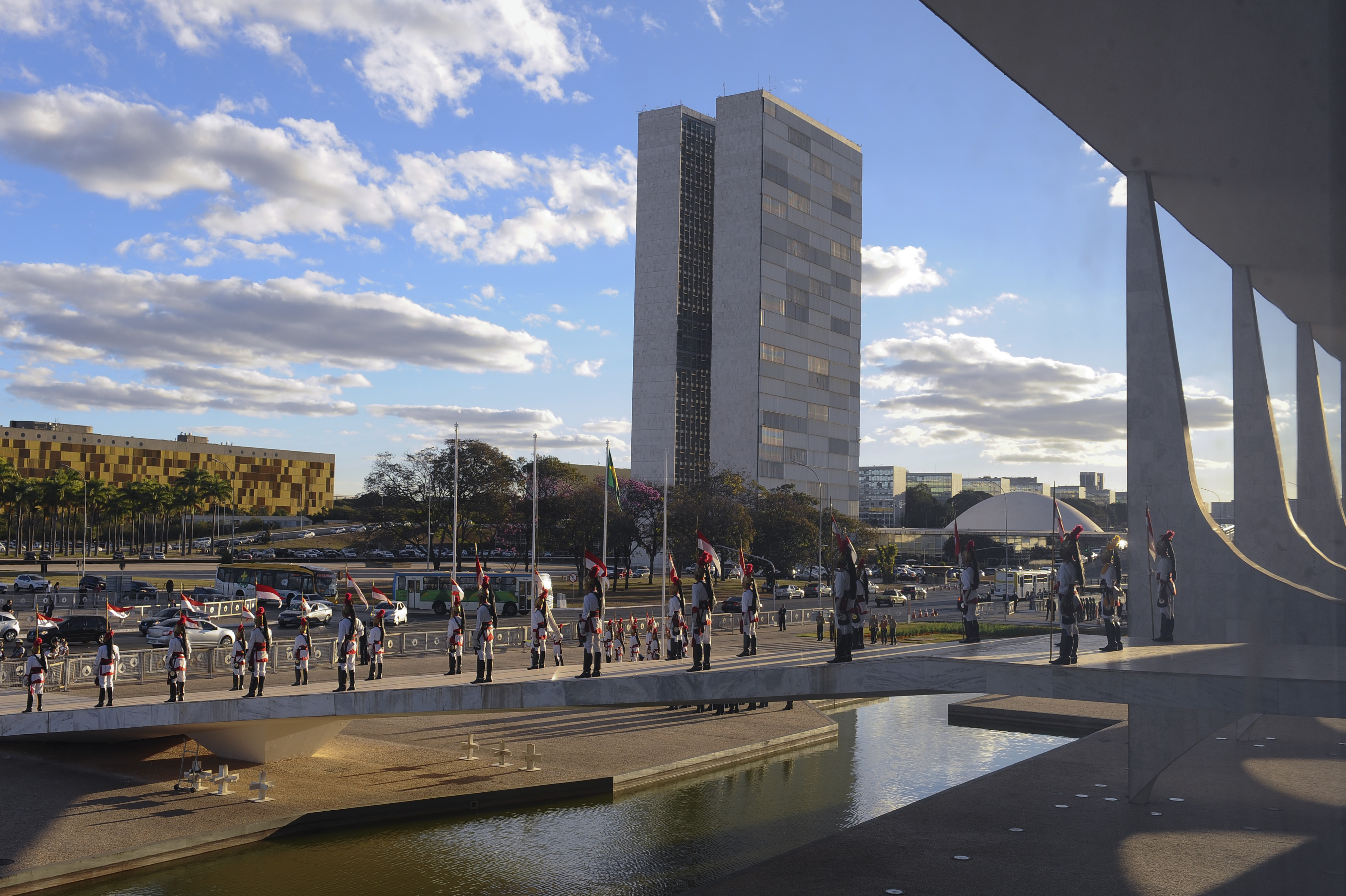
نیروی گارد در سرسرای استقلال بیرون از کاخ پلانالتو نگهبانی می‌دهند.

## نگارخانه

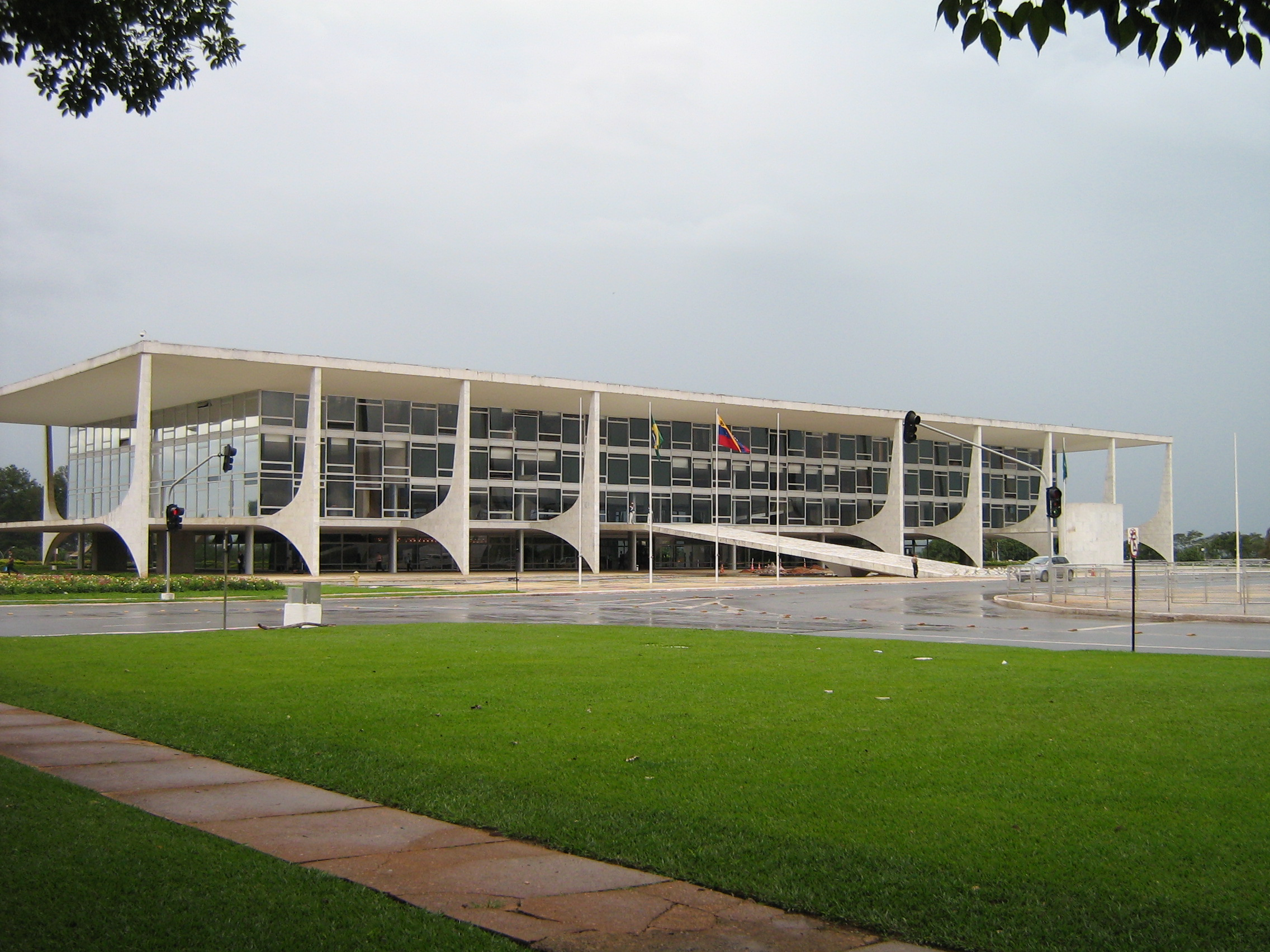
بازسازی ۲۰۰۹–۲۰۱۰ - پلانالتو از جلو
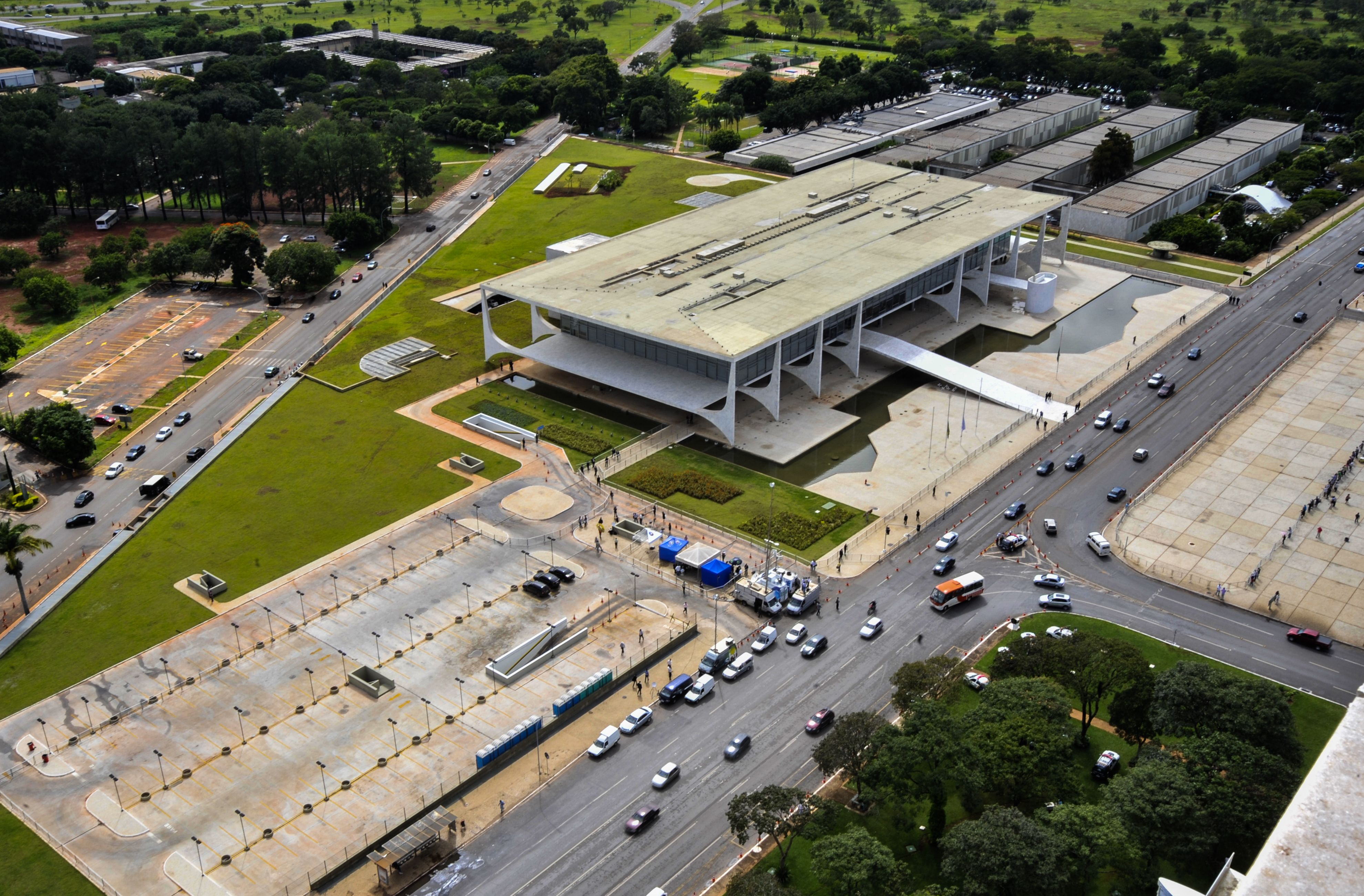
نمای چشم پرنده از پلانالتو
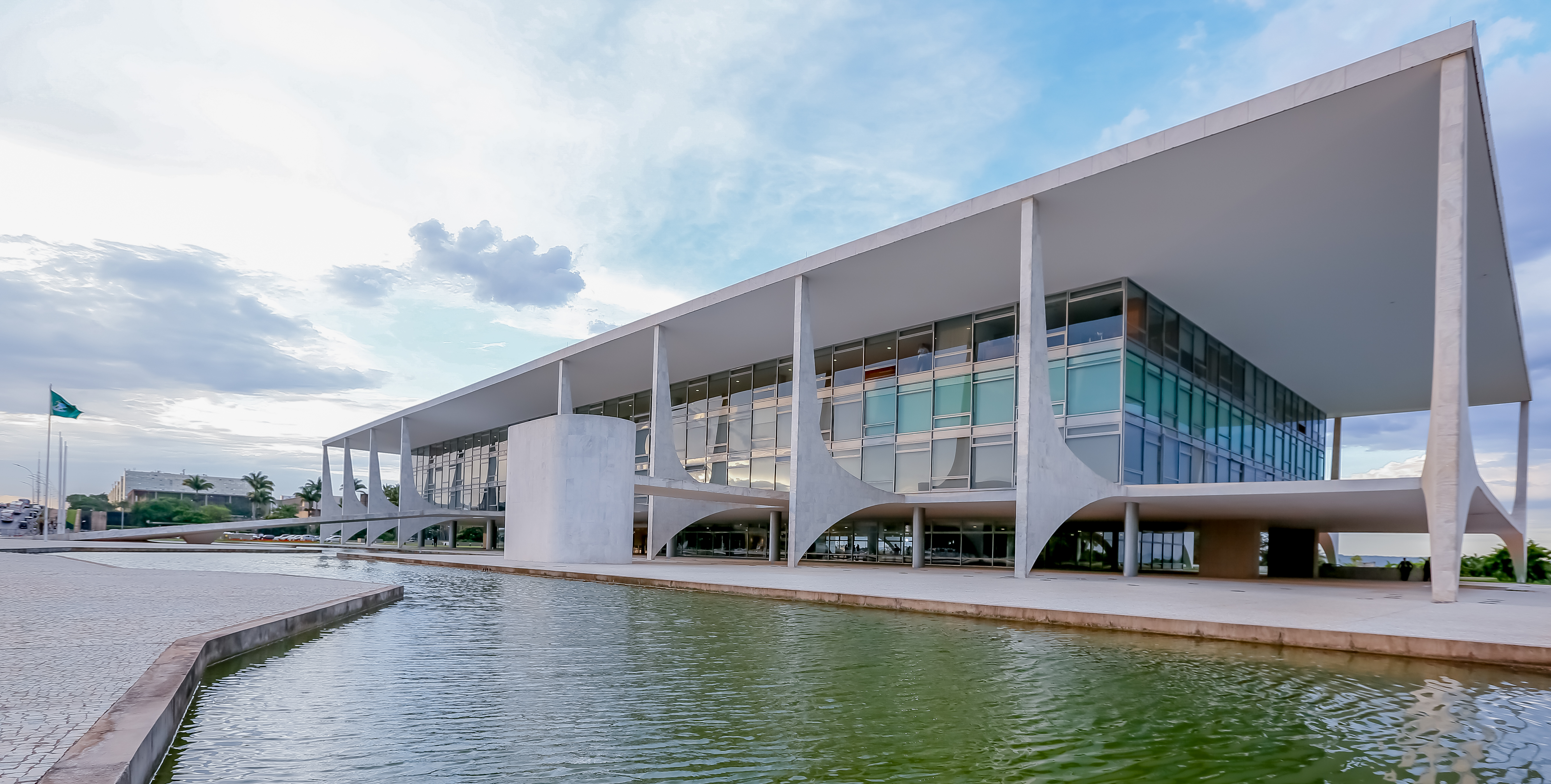
نمای جلویی با استخر بازتابی
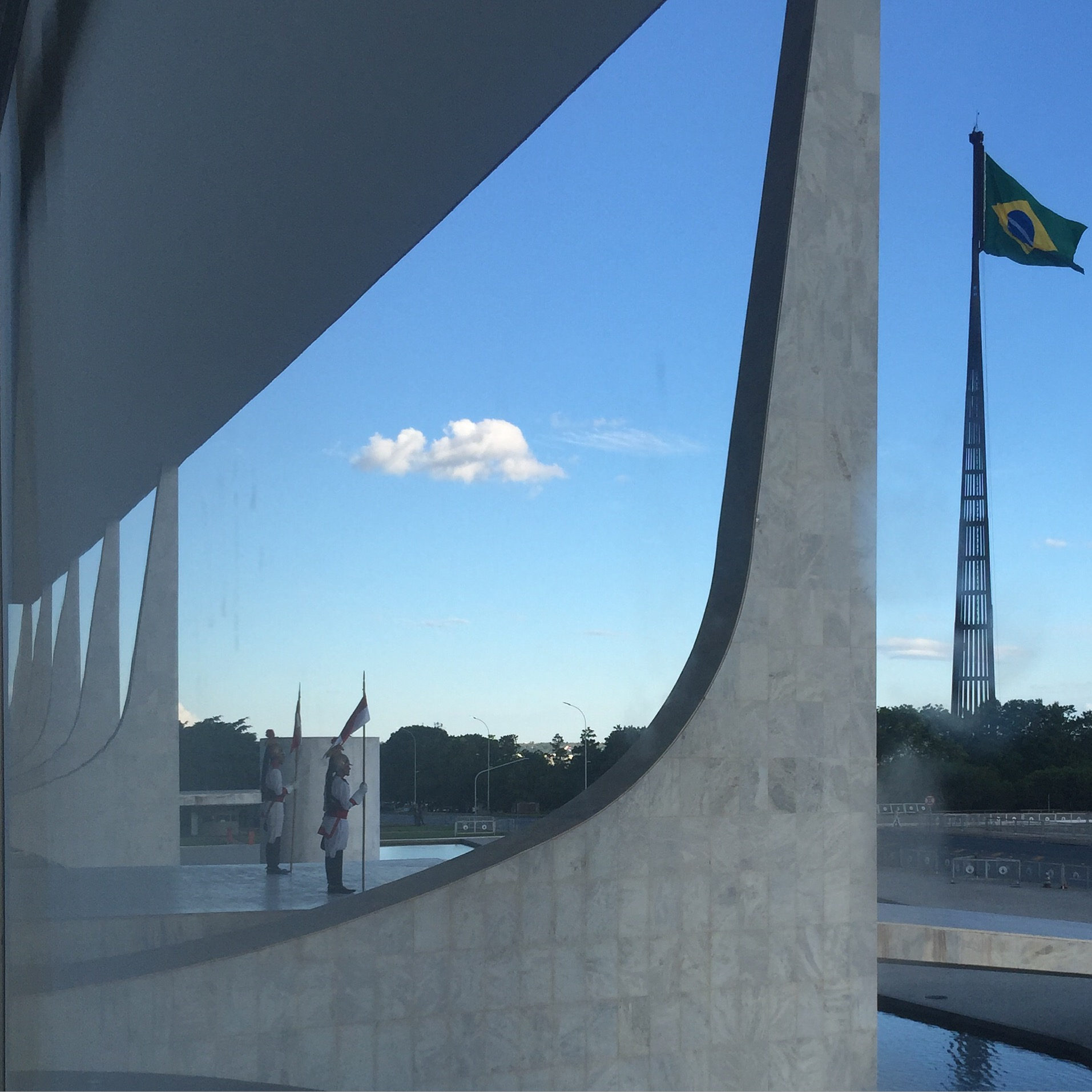
جزئیات ستون ها
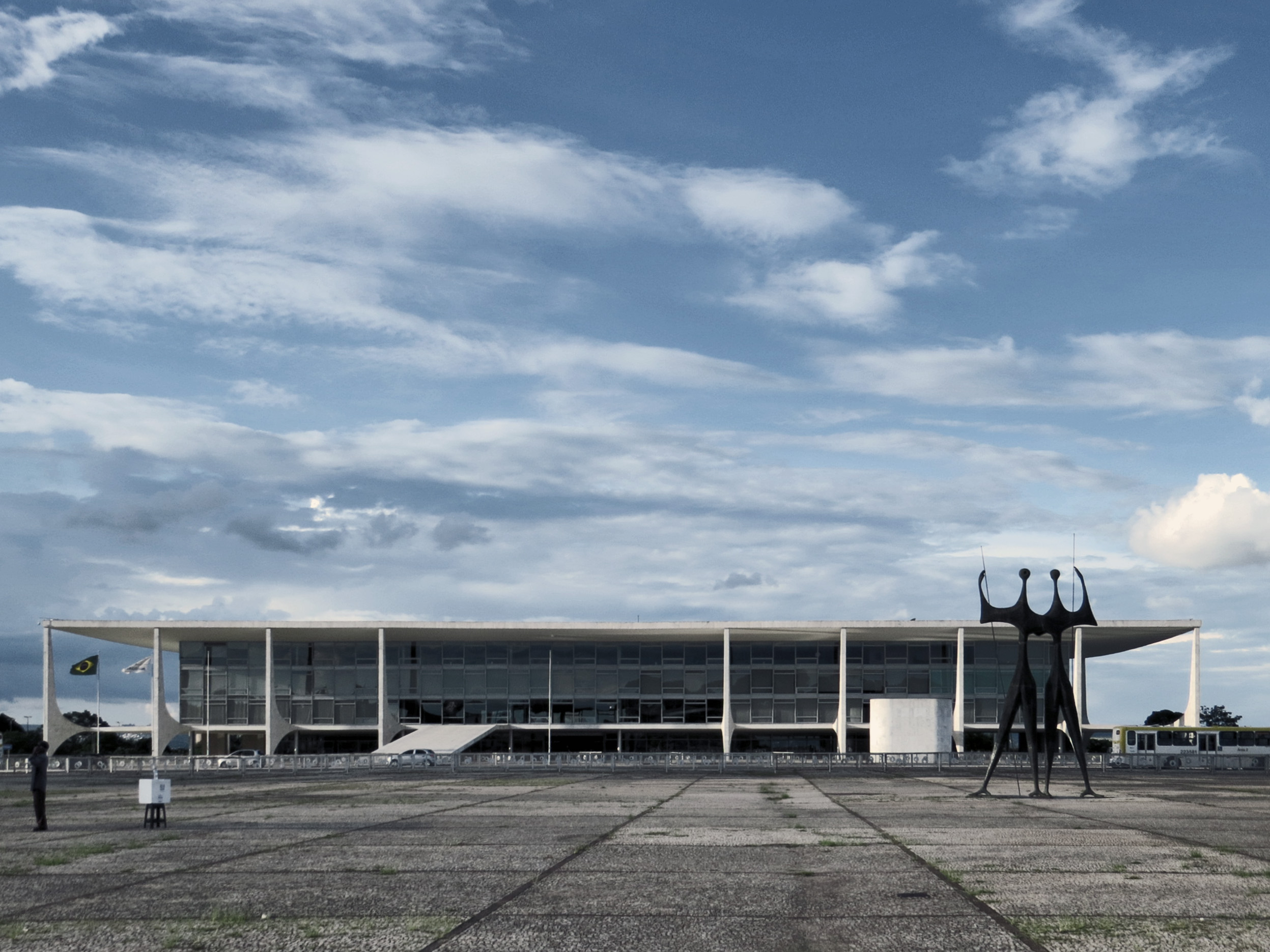
پلانالتو از طرف  سه پاور پلازا
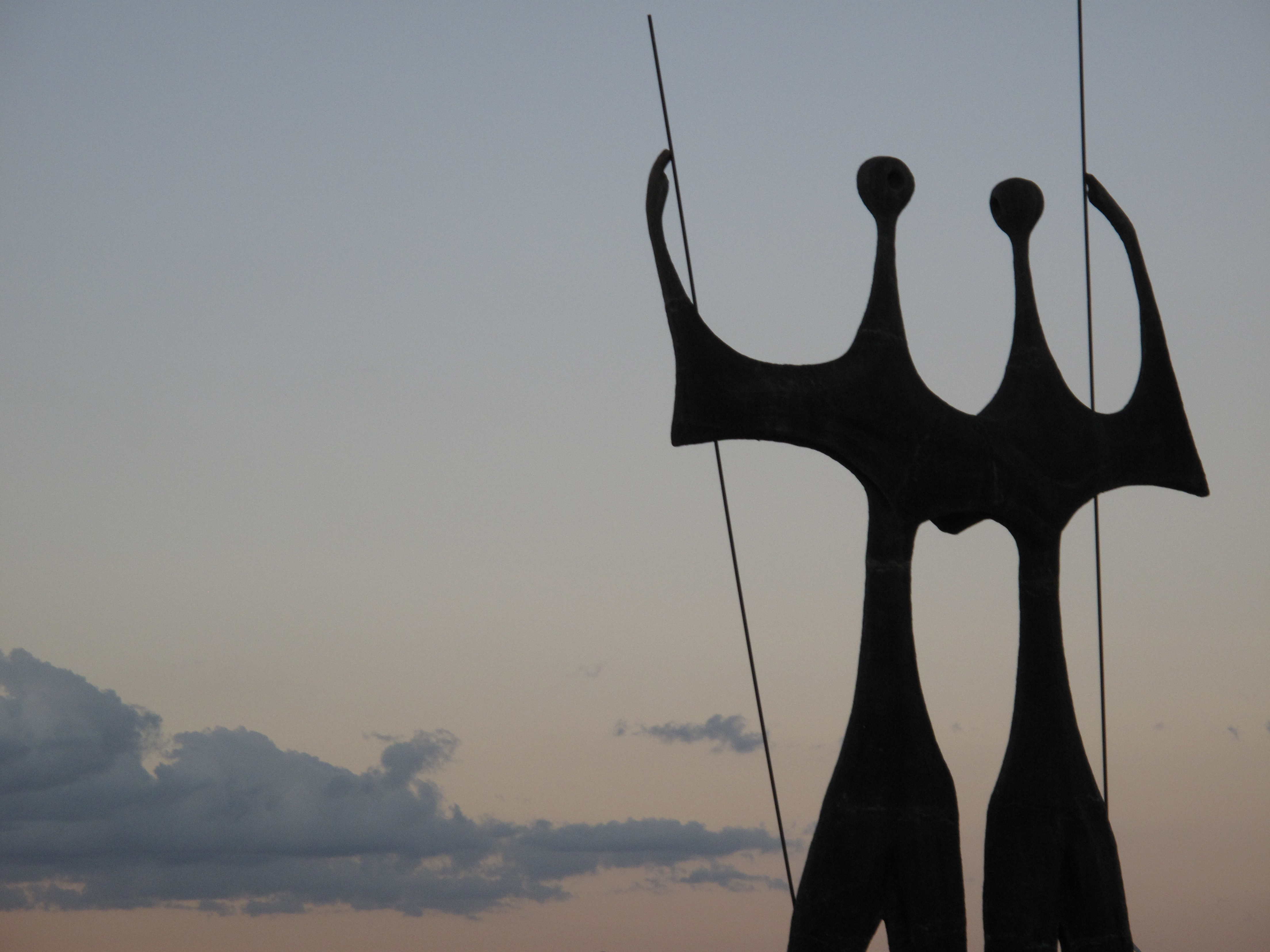
مجسمه اوس کاندانگوس در مقابل پلانالتو
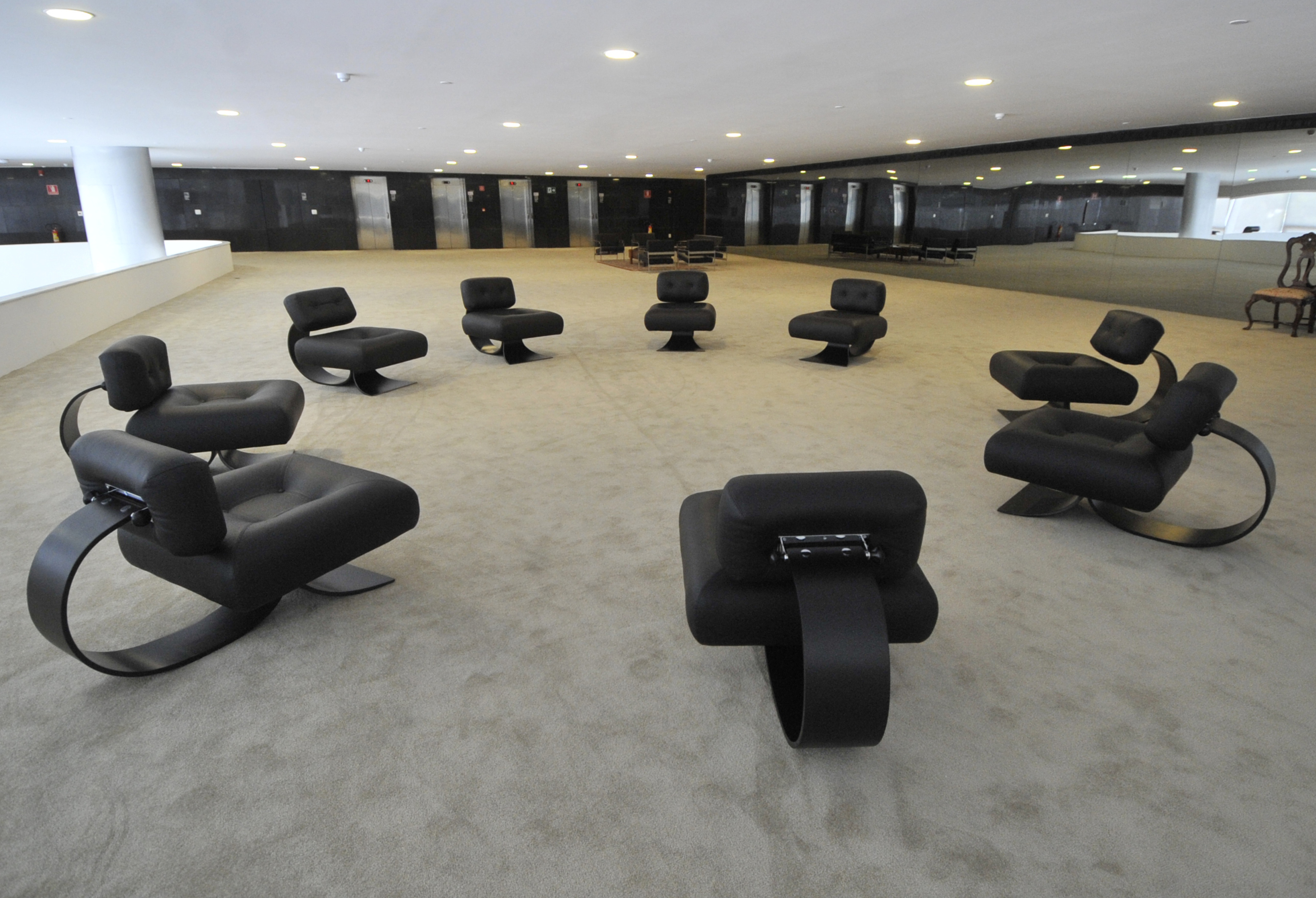
قسمت پذیرش
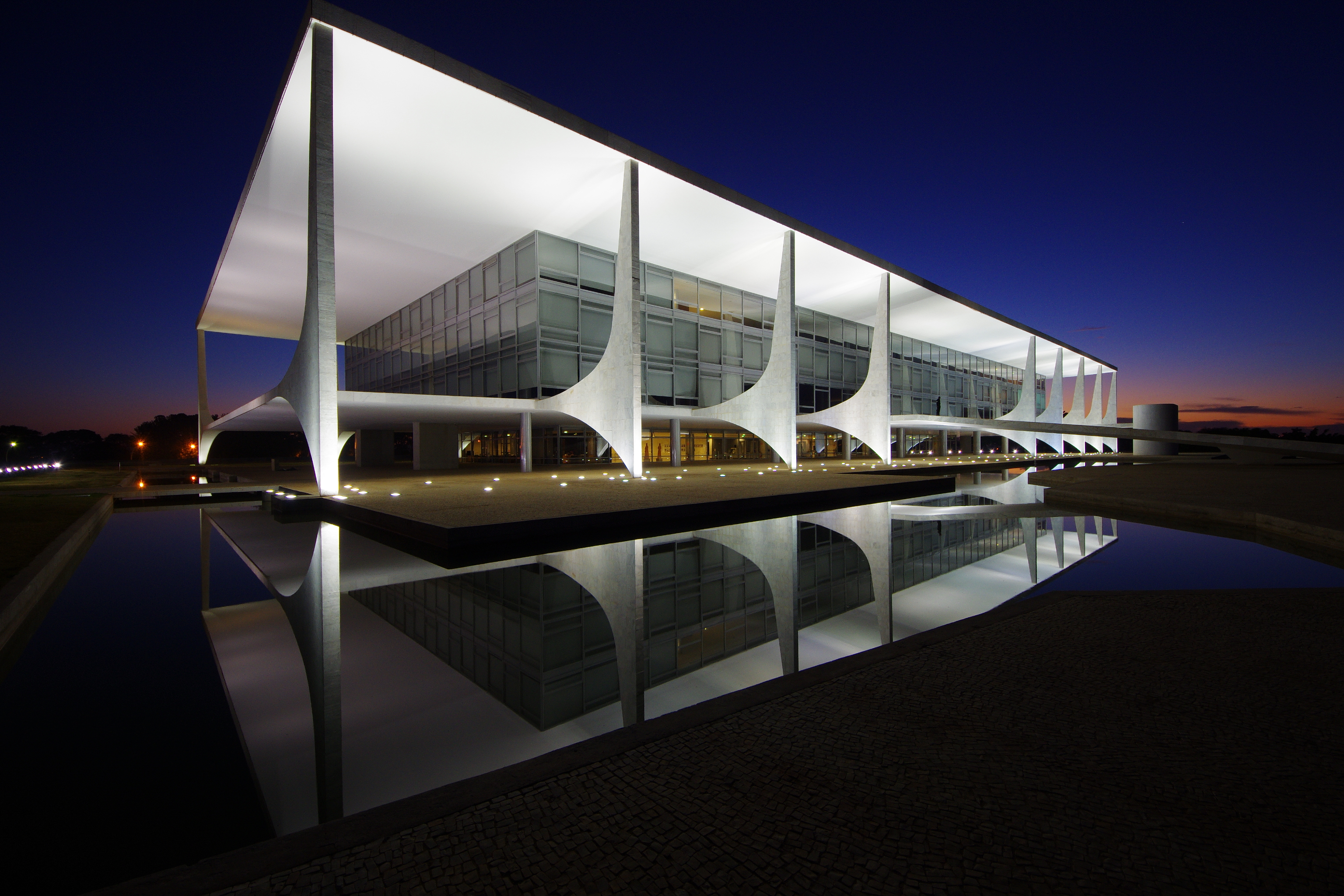
انعکاس استخر در شب
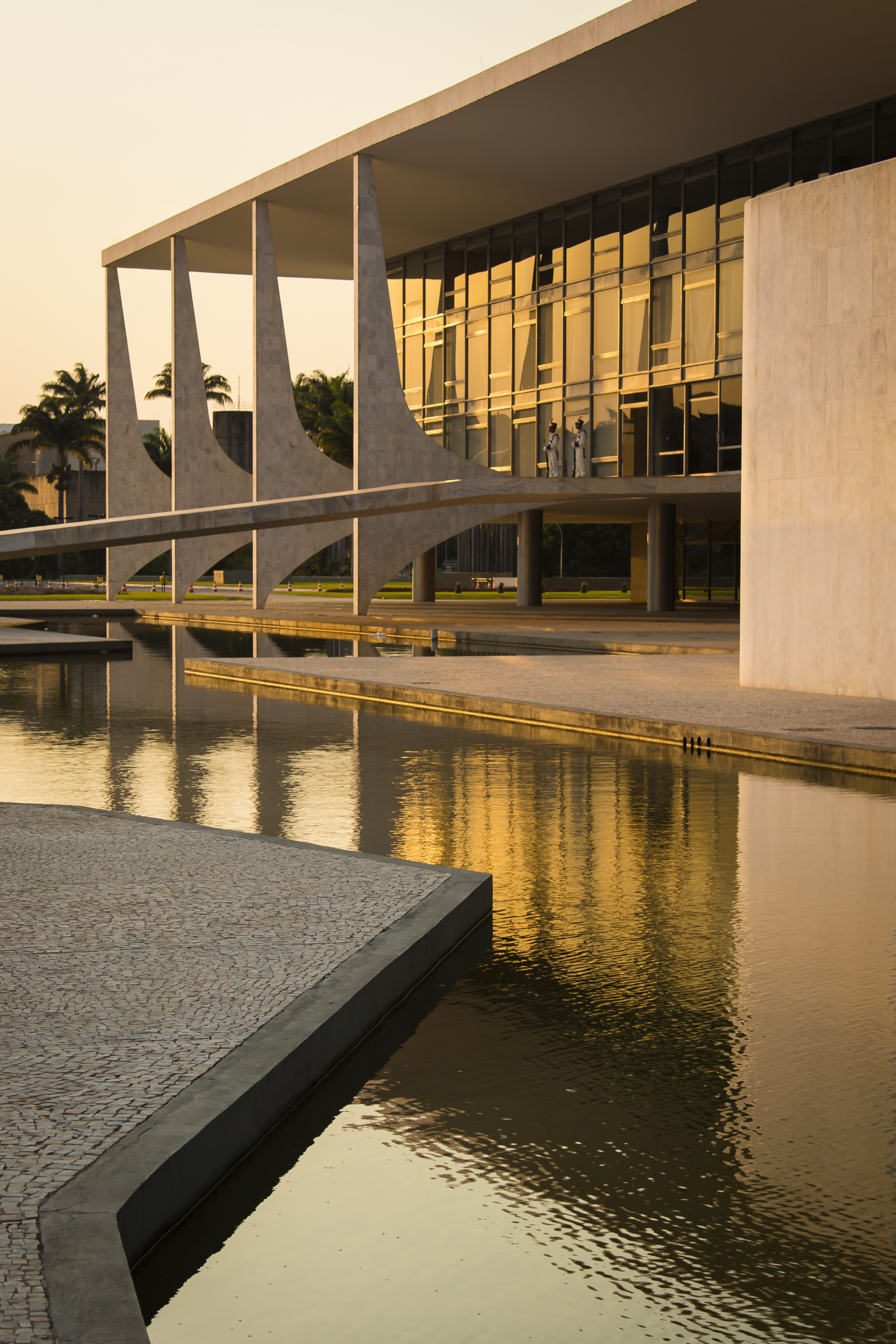
پلانالتو در غروب
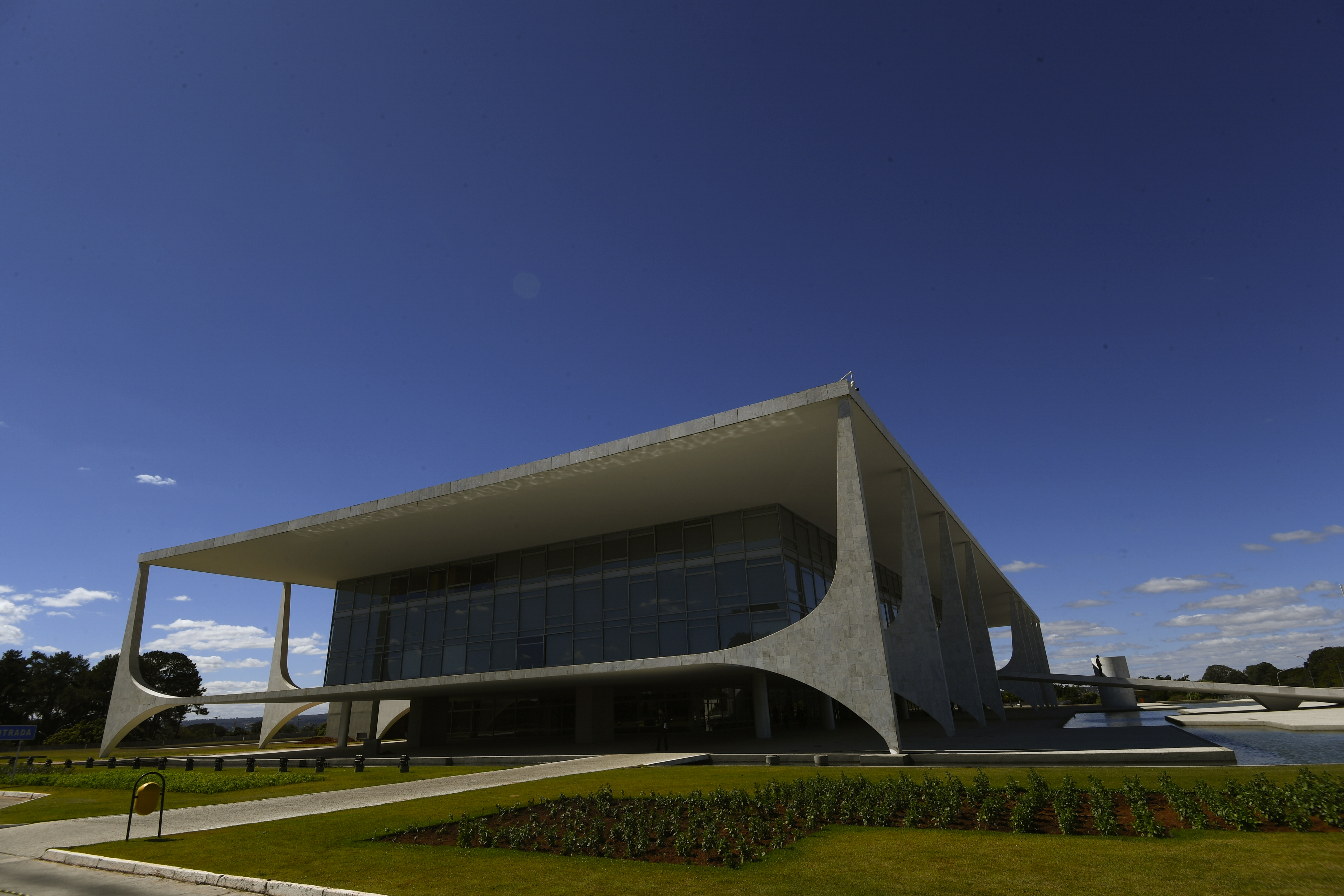
پلانالتو در سال ۲۰۲۰